# Rancho Alegre, Zacapu
Rancho Alegre är en ort i Mexiko.   Den ligger i kommunen Zacapu och delstaten Michoacán de Ocampo, i den centrala delen av landet, 300 km väster om huvudstaden Mexico City. Rancho Alegre ligger 2 204 meter över havet och antalet invånare är 121.
Terrängen runt Rancho Alegre är kuperad. Runt Rancho Alegre är det ganska tätbefolkat, med 75 invånare per kvadratkilometer. Närmaste större samhälle är Zacapú, 18,2 km öster om Rancho Alegre. I omgivningarna runt Rancho Alegre växer i huvudsak blandskog.